# Андре Дюфур
Андре Дюфур (13 серпня 1909, Париж — 11 листопада 1995, Ла-Тронш (Ізер) — є французьким політиком. 
Андре Дюфур — один з трьох місцевих чиновників підпільної секції ПКФ, а потім — П'єра Флорі, псевдонім Пел. У травні 1941 року останній заснував разом з Андре Дюфуром в Греноблі Національний фронт (Опір). він виконував місії в Ліоні, Марселі та Монпельє, в 1943-1944 рр. був призначений регіональним секретарем ПК у Гарді. призначений Дордоню як регіональний секретар, він буде помічником Едуарда Валері. Супутниця Едуарда Валері, Соланж Санфурше, виявляла опір і доставляла листи Андре Дюфуру. Війна закінчилася, він повернувся в Ізер.
Він виступає проти повернення до влади генерала Шарля де Голля і не довіряє йому 1 червня 1958 року в умовах повстання, пов'язаного з нестабільністю уряду під час алжирської війни. Він буде обраний депутатом з 1945 по 1958 рік. Він був муніципальним радником Гренобля з червня 1945 по січень 1959 року, другим заступником мера з 1945 по 1947 рік. 